# Federació Internacional de Dards
La Federació Mundial de Dards (WDF) És l'òrgan que regeix l'esport i organitzador de competicions de dards. Es va crear el 1976, pels representants dels quinze (15) nacions. La WDF està oberta als organismes/federacions nacionals de Dards reconeguts per les respectives nacions.
La WDF fomenta la promoció de l'esport dels dards a nivell d'organisme i a nivell d'associació federativa, en un esforç per aconseguir el reconeixement internacional de dards com a esport principal. Des del 20 de setembre de 2011, la Federació Catalana de Dards (FCD) n'és membre de ple dret.